# Wipperfürth
Wipperfürth is een stad en gemeente in de Duitse deelstaat Noordrijn-Westfalen, gelegen in het Oberbergischer Kreis in de regio Keulen. De gemeente telt 20.875 inwoners (31 december 2020) op een oppervlakte van 118,10 km².
Wipperfürth ligt in vogelvlucht op ongeveer 40 km ten noordoosten van Keulen.

## Geografie
Wipperfürth is gelegen aan de Wupper, die in de bovenloop ten oosten van de stad bekendstaat als de Wipper. In de buurt ligt de Bevertalsperre, een stuwmeer in de rivier de Bever.

### Buurgemeenten van Wipperfürth
Aan de gemeente grenzen de buurgemeenten Lindlar, Kürten, Wermelskirchen, Hückeswagen, Radevormwald, Halver, Kierspe en Marienheide.

### Indeling van de gemeente

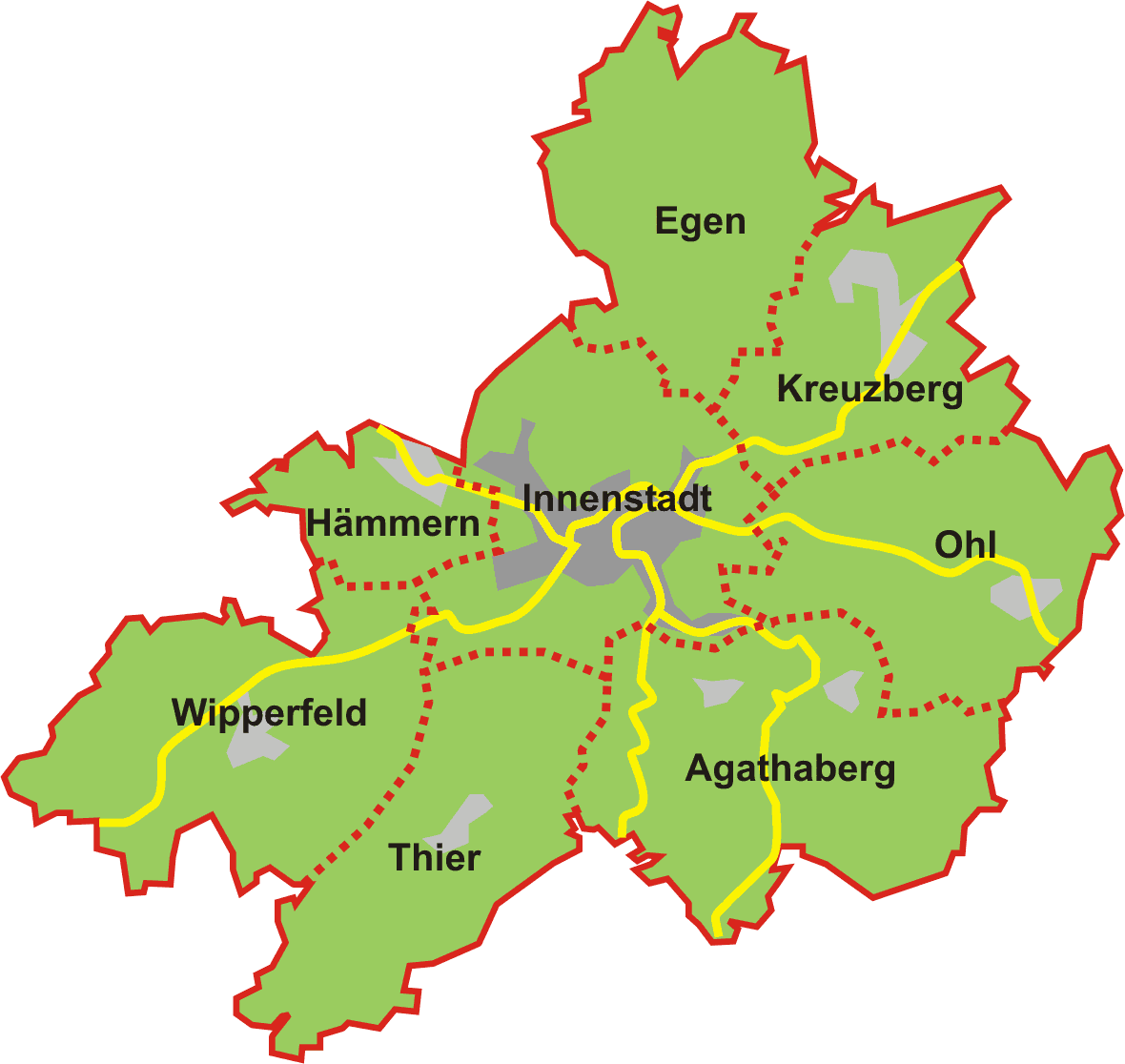
Opdeling van Wipperfürth

De gemeente wordt opgedeeld in één hoofdkern en 7 kerkdorpen
| 1. Hoofdkern Wipperfürth (op het kaartje aangegeven als Innenstadt) |
| 2. Kerkdorp Egen                                                    |
| 3. Kerkdorp Kreuzberg                                               |
| 4. Kerkdorp Ohl                                                     |
| 5. Kerkdorp Agathaberg                                              |
| 6. Kerkdorp Thier                                                   |
| 7. Kerkdorp Wipperfeld                                              |
| 8. Kerkdorp Hämmern                                                 |

Een andere plaats in gemeente Wipperfürth is onder andere Vordermühle.

## Demografie
(elk jaar op 31-12 opgenomen)
- 1998 - 22.806
- 1999 - 22.918
- 2000 - 23.095
- 2001 - 23.227
- 2002 - 23.315
- 2003 - 23.520
- 2004 - 23.695

## Geschiedenis

### 1131 tot en met de 14e eeuw
De eerste schriftelijke vermelding van Wipperfürth dateert uit het jaar 1131. In het Siegburger Mirakelbuch wordt de plaats al aangeduid met Oppidum (=stad). De plaatsnaam wordt dan nog geschreven als Weperevorthe. Tussen 1217 en 1222 worden stadsrechten aan de plaats verleend. Het bestuur over de stad wordt in 1283 door graaf Adolf V uit het Huis Berg geregeld. In 1275 verordonneerde koning Rudolf I de graven hun munthuis van Wildberg te verplaatsen naar Wipperfürth.

### Vanaf de 14e eeuw - lidmaatschap van de Hanze
Sinds de 14e eeuw was de stad lid van de Hanze. Kooplieden van de stad zijn "gestationeerd" geweest in Stockholm, Dorpat, Malmö, Novgorod, Tallinn (het voormalige Reval) en Lübeck. In 1404 werd Wipperfürth belegerd door Keulen en uiteindelijk door de Keulse troepen bezet. Hierbij werden alle huizen in brand gestoken.
De oudste bouwwerken van de stad zijn de driebeukige romaanse parochiekerk gewijd aan de heilige Nicolaas (omstreeks 1180) en de marktbron uit 1331, die zijn huidige vorm verkreeg in de renaissance. De ontwikkeling van de gemeente werd geteisterd door verschillende grote branden in Wipperfürth. Deze vonden plaats in: 1333, 1352, 1368, 1383, 1404, 1412, 1465, 1511, 1585 en 1795.

### 1815 - 1918
Het Congres van Wenen besloot dat het Rijnland bij Pruisen gevoegd werd. De grenzen van de gemeenten bleven echter intact. Wipperfürth was voortaan de hoofdplaats van het gelijknamige district Wipperfürth en behoorde tot de regeringsregio Keulen. Het district Wipperfürth werd samengesteld uit het voormalige kanton Lindlar met de kerspelen Lindlar, Engelskirchen en Hohkeppel zonder het kerspel Overath. Er volgde een strijd met de gemeente Lindlar over de hoofdplaats van het district. Dit geschil werd in 1896 door een besluit van de Pruisische minister van Binnenlandse Zaken beslecht.
Op 22 november 1876 werd Wipperfürth aangesloten op het spoorwegnet. De plaats werd aangesloten op het baanvak Remscheid-Lennep via Hückeswagen ging de Wippertalbahn naar Wipperfürth. In 1902 werd dit spoor doorgetrokken tot Marienheide. In 1899 kwam er een buslijn in de gemeente.
In 1908 ontbrandde er een "schoolstrijd" met de gemeente Lindlar over de vestiging van een landbouwwinterschool in het district. De gemeenteraad van Lindlar was van mening dat deze het beste in hun gemeente gebouwd kon worden. In 1909 probeerde een lid van de districtsraad uit Wipperfürth de school in "zijn" gemeente te laten bouwen. Uit protest hiertegen trad de volledige gemeenteraad van Lindlar af! Uiteindelijk werd de landbouwwinterschool in Lindlar gebouwd.

### 1919 - 1945
Op 5 maart 1923 werd Wipperfürth door Franse dragonders bezet. De bezetting werd opgeheven nadat het Dawes-Youngplan werd aangenomen. Op 1 oktober 1932 werden de districten Wipperfürth en Mülheim verenigd onder de naam Bergischer Kreis die uiteindelijk gewijzigd werd in Rheinisch-Bergischer Kreis met als hoofdplaats Köln-Mülheim. In 1933 werd de burgemeester Carl Graf ontslagen door de NSDAP en vervangen door een partijgenoot.

### Het einde van de Tweede Wereldoorlog
Vanaf oktober 1944 werden er Volkssturm-eenheden opgericht om het hoofd te bieden aan de oprukkende geallieerden. Van 16 februari 1945 tot en met 26 maart van dat jaar werd Wipperfürth doel van luchtaanvallen. In april 1945 werd een brug door Duitse troepen vernield om de oprukkende geallieerden te stoppen. De burgemeester van Wipperfürth kreeg het bevel van de nazi-leiding om diverse geprepareerde gesaboteerde punten op te blazen om de Amerikanen tegen te houden. Dit bevel werd niet uitgevoerd. De eerste troepen rukten Wipperfürth op 13 april 1945 binnen en de verjaagde burgemeester werd op 7 mei van dat jaar weer benoemd tot burgemeester.

### Vanaf 1945
In Wipperfürth werd na de Tweede Wereldoorlog een doorgangskamp ingericht voor vluchtelingen uit de voormalige oostelijke gebieden van Duitsland die werden ingenomen door Polen en de Sovjet-Unie, de zogenaamde Heimatvertriebenen. Dagelijks kwamen hier zo'n 1000 tot 1.800 personen aan.
In 1955 werd opnieuw geprobeerd de landbouwschool, die in 1910 in Lindlar was geopend, naar Wipperfürth te halen. Deze poging leed wederom schipbreuk. In 1971 werd de school uiteindelijk verplaatst naar Wipperfürth. In 1962 werd in de plaats een handelsschool opgericht. Het schoolbestuur (Berufsschulverband) met de naburige ambten en gemeenten werd in 1975 opgeheven. Het schoolbestuur werd overgenomen door de nieuw gevormde Oberbergischer Kreis.

## Stedenbanden
De gemeente Wipperfürth heeft een stedenband met Surgères in Frankrijk.

## Geboren
- Julia Mickenhagen (2005), voetbalster

## Afbeeldingen

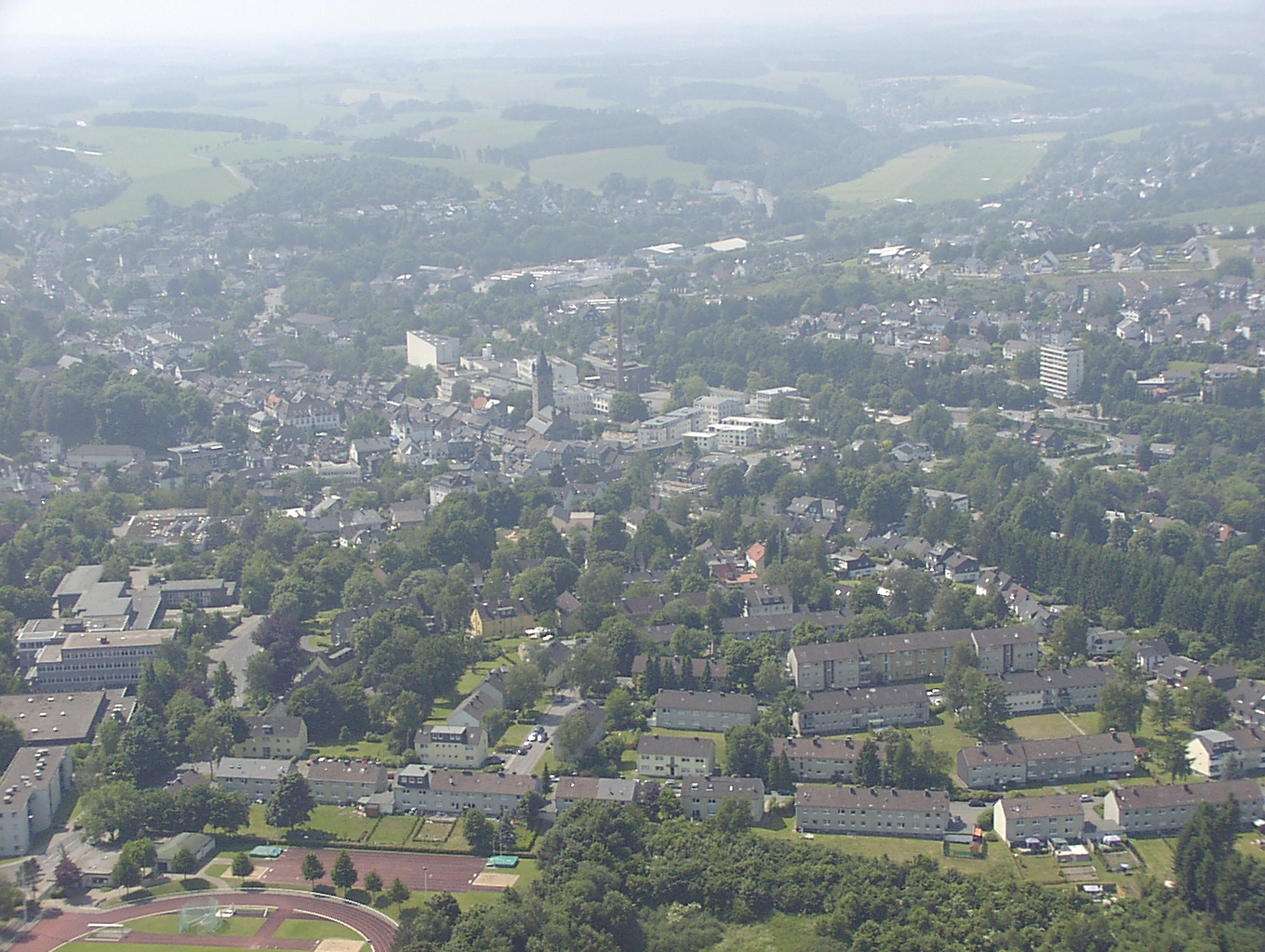
Gezicht op Wipperfürth
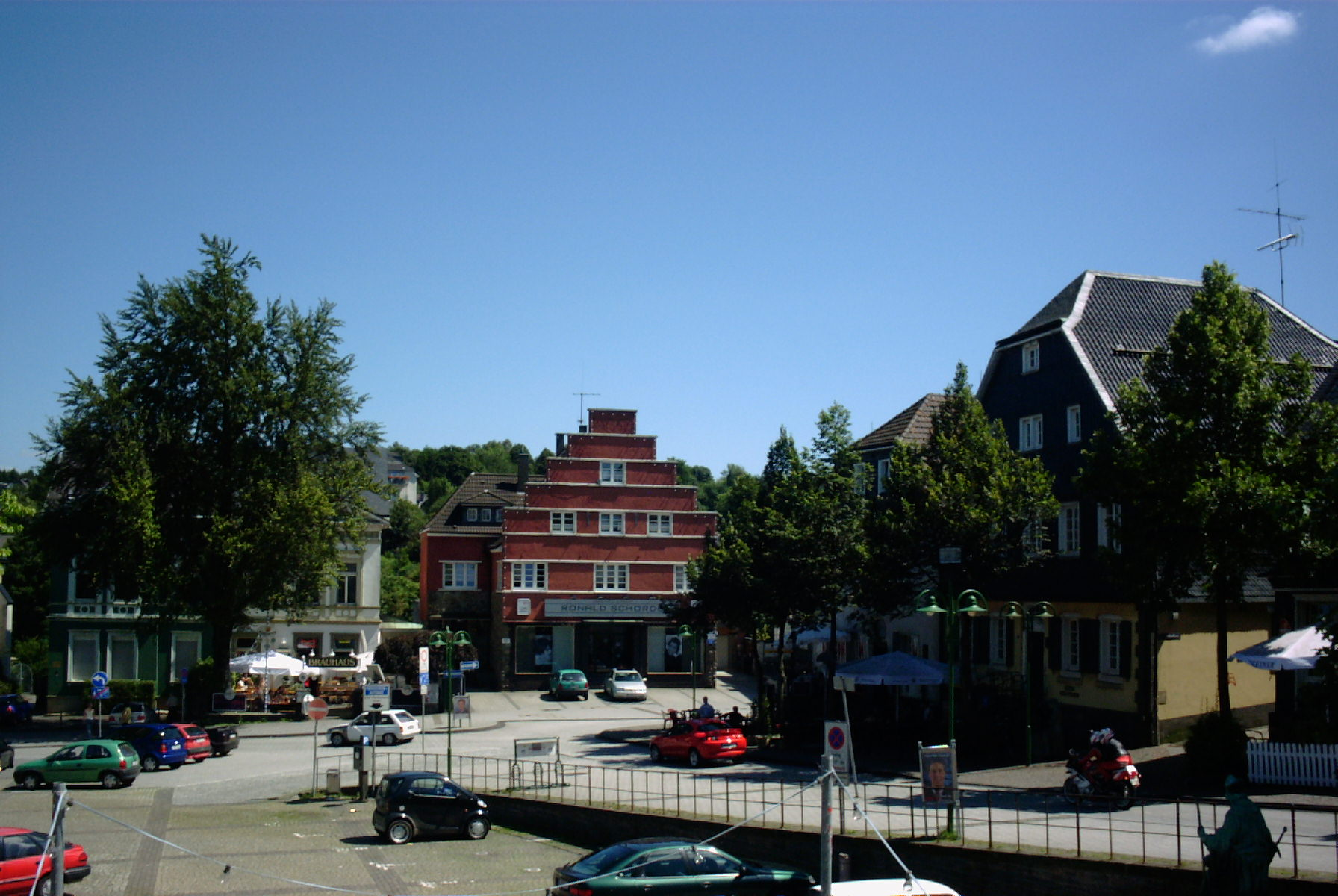
Marktplatz (2005)
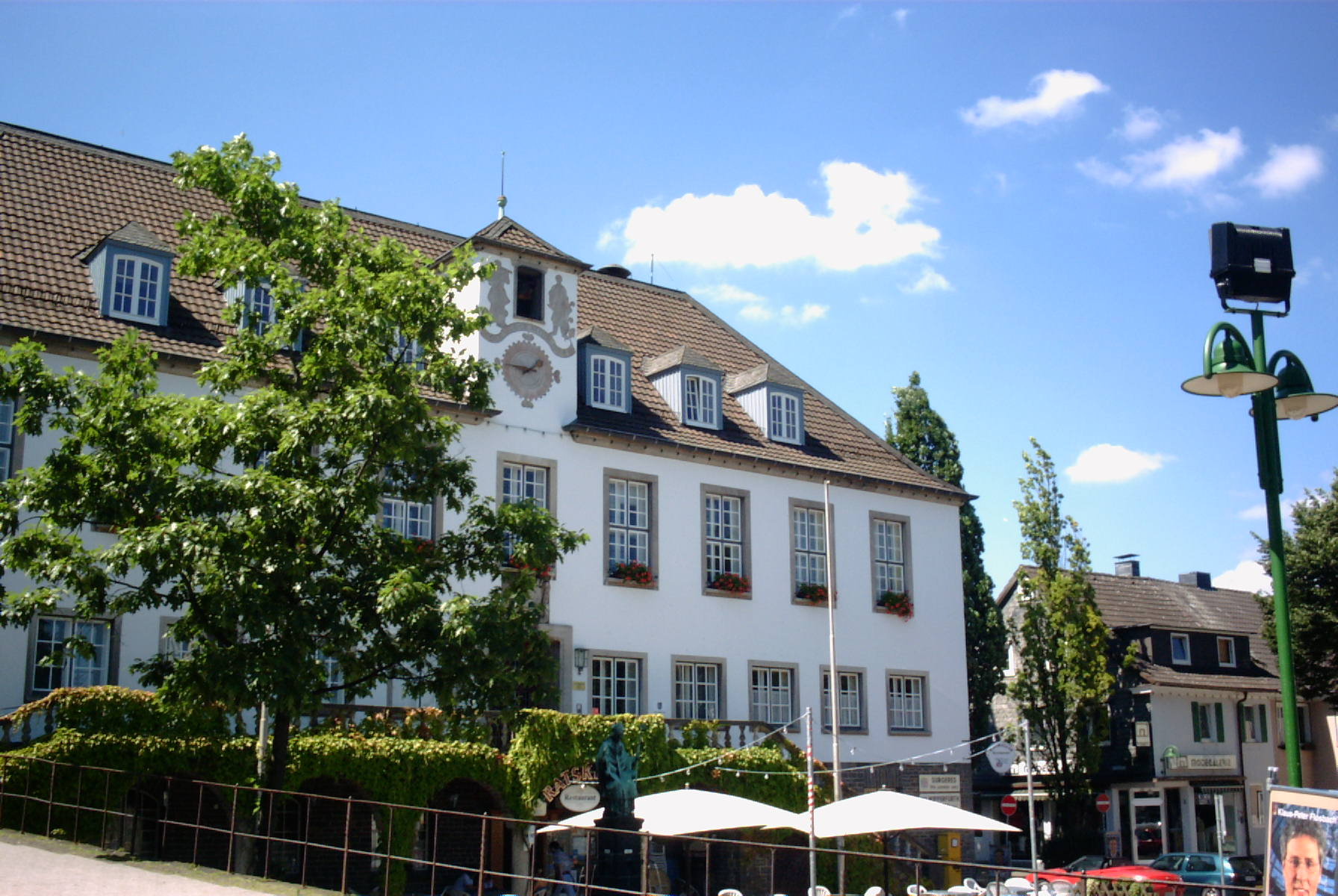
Gemeentehuis

Andere hanzen: Vlaamse Hanze van Londen · Hanze der XVII steden
Bergneustadt · Engelskirchen · Gummersbach · Hückeswagen · Lindlar · Marienheide · Morsbach · Nümbrecht · Radevormwald · Reichshof · Waldbröl · Wiehl · Wipperfürth